# 賞金稼ぎ (テレビドラマ)
『賞金稼ぎ』（しょうきんかせぎ）は、ANNにて1975年4月6日から10月5日の毎週日曜日20時から20時55分 に全22話が放送された、NET（現テレビ朝日）と東映制作のテレビ時代劇。

## 解説
1969年から東映で製作された映画『賞金稼ぎ』シリーズを連続テレビドラマにリメイクし、若山富三郎が錣 市兵衛（しころ いちべえ）を再演した作品。映画の市兵衛はタイトル通りの賞金稼ぎで女好きだが、本作では子供好きで貧しい子たちに無料で教える寺子屋経営のために賞金稼ぎをし、ストイックな人物として描かれるが、映画ほどでないが美人に弱いキャラクターである。
江戸時代末期が舞台であることから、市兵衛は剣術以外にも洋式連発銃による西部劇的な銃撃戦をし、忍術も使う幅広い戦いが展開されている。若山は剣術・射撃・馬術・手裏剣・鞭・釵などあらゆる武器・武具を使った戦闘に加え、素手の格闘も演じ、吹き替えなしで屋根や崖などから前方宙返り (第4, 6, 14 - 15話) のスタントをこなしている。第15 - 16, 22話は若山が監督も兼務した。第16, 19話は終盤に戦闘はあるものの、映画のようなコメディが盛り込まれている。
ナレーションは江戸時代末期と本放送時の経済・習慣・風俗・文化などを、それぞれ対比して毎話紹介している。

## あらすじ
治安が乱れ、凶悪事件が続発していた江戸時代末期に、指名手配された悪人の捕縛または始末する賞金稼ぎたちがいた。錣市兵衛（しころ いちべえ）もその一人で、親友の勘定奉行・高坂飛騨守から仕事を請け負う。市兵衛は賞金稼ぎとして名が知られているため怨まれることも多々あり、経営する寺子屋・日之出塾が襲われることもある。それでも愛馬・炎次郎にまたがり、相棒の陽炎と共に今日も賞金首を狙う。

## キャスト
※左から俳優、役名の順。役名の右横と説明の数字は作品話数。無しは全話出演。
- 若山富三郎 ： 錣市兵衛（しころ いちべえ）

武芸十八般の達人で兵学にも詳しく、屋根から前方宙返りして飛び降り (4)、跳躍して前方宙返り1回捻り (6, 15, 19)、崖 (14)、などから忍者並みの身体能力を持ち、何でもござれの賞金稼ぎ。月代は剃らず、丁髷は結っていない。敵により、鎖帷子を纏う (22)。普段は「てならいそろばん、しなん たヾし、めし、あめだまつき」を貧しい子供たちに教える、寺子屋・日の出塾を経営する温厚な人物で「塾長先生」と呼ばれる。賞金稼ぎの弟子からも、「先生」と呼ばれている (21)。塾の経営資金を補うために、幼馴染の高坂飛騨守から賞金稼ぎの仕事を請け負う。子供好きで自ら教壇に立つこともあるが (7)、なぞなぞばかり子供たちとし (15)、元気に育てばいいという考えで一対一ならケンカも奨励する (1, 19)。経営が順調だと賞金稼ぎには積極的でなく、陽炎に任せて状況により現場へ出向いたり (2, 5, 8, 10)、抜け駆けで賞金を浚われても気にしない (10)。小遣いをいつも千枝に頼むが、なかなかもらえない (2, 20 etc)。陽炎や千枝から「減量してください」と口やかましく言われる (12)。美人には目尻が下がりっぱなし (14 - 15)。塾の地下に剣・銃・爆薬・手裏剣・鞭・釵などあらゆる武器を揃える倉庫部屋を秘かに設けていたが、市兵衛を仇と狙う3人姉妹に爆破される (15)。麻薬を無理強いして販売させられていた塾の子供の親を助けるため、高坂を恫喝し本来磔獄門になるところを佐渡金山に2年遠島を強要した (16)。板鼻宿で賞金稼ぎに金を掛ける黒幕を暴くため、鼻を赤くして間抜けそうな浪人に化けた (21)。丹生川村の百姓一揆を支援し、飛騨郡代・室生織部を討ち取るものの、仲間や多くの百姓を失う (22)。生き残ったら、積年の間多くの命を奪ったので、西国三十三箇所を巡り煩悩を解脱し、子供達に会える自信がついたら戻るという手紙を陽炎に預け、坊主になり、塾へ戻らず諸国行脚の旅へ出る (22)。
- ジュディ・オング ： 陽炎（かげろう） (1 - 16, 20, 22)

市兵衛の仲間でくノ一。流派は伊賀流 (15)。塾では体育の先生。市兵衛とは言葉を使わず、動作だけで意思疎通ができる (1, 4)。市兵衛や三郎次や (8)、子供などから女と見られないことに不満だったが (20)、市兵衛が思わず「おれの嫁になるか？」と言うほど、女らしくなっていく (20)。女郎蜘蛛のお時を賞金稼ぎとして認めておらず嫌っており、お時に賞金を抜け駆けされたときは市兵衛や太郎左は全く気にしていなかったが、陽炎だけ怒り心頭だった (10)。岡場所の女に化け、利根川中流にある「鬼の巣」と呼ばれる無法地帯へ潜入したが、男を知らない生娘のため、密偵とばれる (13)。自分を慕う生徒の親が麻薬を強制されて売っていたことを知り、明るみに出ると親が死刑になると思い、市兵衛に相談できず、単身麻薬組織を探るが、ばれて瀕死の重傷を負う (16)。治癒すると外国奉行が率いていた組織に乗り込み、単身で壊滅させて人質に囚われていた親子を救い出す (16)。丹生川村の百姓一揆で、市兵衛に「百姓を連れてこの場を逃げ、脱出しろ」と指示され、市兵衛の安否を知らぬまま手紙を預かり、塾へ戻ってからその内容を知り、涙する (22)。
- 石田信之 ： 桜井新之介 (1 - 12, 14 - 17, 19, 21 - 22)

塾で算術を教える先生で、専門は蘭学。臆病で眼が悪く、眼鏡を使用 (3, 16, 21)。地下にある武器の隠し部屋の存在は知らない (15)。オランダ人との交渉では市兵衛に頼まれ、オランダ語の文を代筆や通詞をするが、市兵衛に「下手なことをしやがるとぶっ殺すと（オランダ語で）言え」など、ぶっそうなやり取りばかり通訳させられ始め、最後に相手が日本語を喋れるのを知り、ずっこける (16)。正義感は強く理非曲直を弁えているが、人助けに入っても腕っ節は弱く (17, 19)、信用しすぎて騙されやすい (17)。友人が役人に言いがかりで捕縛されかけたため、役人を殴り、牢屋に入れられた (19)。市兵衛の手紙を知り、涙する (22)。
- 瞳順子 ： 千枝

塾で家庭科の先生兼経理担当。誘拐されたり (2)、塾が襲われても (3)、気丈な振る舞いをする健気な女性。市兵衛の仲間である賞金稼ぎたちも顔見知りである。経営が苦しくなると、比較的危険が少ない賞金稼ぎを市兵衛に請け負うよう頼む (11, 16)。隠し部屋が爆破されたときに一部の武器を避難させ (15)、無駄遣いを引き締めるしっかり者 (14, 20)。成田山参詣をしている陽炎に代わり、賞金稼ぎを手伝うと言い出し、市兵衛の反対を押し切り勝手についてくる (19)。陽炎の大変さを身にしみ、市兵衛の足を引っ張り、心配されつつ、陽炎に及ばないながらも手伝いきったが、非情で殺戮の世界を知り、もう二度とついてこないと誓う (19)。市兵衛を親の仇と勘違いしていた賞金稼ぎの少年に、「お嫁さんとして迎えに来るから」と告白され、真っ赤になる (21)。市兵衛の手紙を知り、涙する (22)。
- 睦五郎 ： 高坂飛騨守 (1 - 3, 7, 9, 12, 15 - 16)

勘定奉行で市兵衛の幼馴染。市兵衛を子供のころの呼び名「いっちゃん」で呼ぶこともある (12, 15)。かつては本所界隈で「ワルの彦三郎」で鳴らしたが、今は恐妻家で (1)、頭があがらず掃除をさせられたり、いつも尻を叩かれている (16)。事ある毎に市兵衛へ指名手配されている極悪人の捕縛・始末を依頼することもあり、市兵衛は頭が上がらない。塾にも出入りする気心しれた人物 (2)。市兵衛に「おまえは庶民の生活をわかっちゃいない」と説教され、「上から圧力かけられ、下からは突き上げられ、勘定奉行なんか辞めたいよ」と泣き出してしまう (12)。塾の武器倉庫部屋が爆破されたとき、慶安四年の由比正雪の乱で見つからなかった由比正雪の隠し武器倉庫部屋が落雷で爆発したと処理した (15)。麻薬販売に関わった者は本来は磔獄門のところ、市兵衛から強要され、2年遠島の軽い刑にしてしまう (16)。
- 大村崑 ： 九内 (1 - 9, 15)

塾の用務員で、馬で引いた台車に生徒たちを乗せ、送り迎えを担当。武芸はからっきしだめで手先が器用なことから市兵衛が考えた兵器を作り上げるが (1)、地下にある武器の隠し部屋の存在は知らない (15)。子供の将来を第一に考え (4)、子供のことになると市兵衛へも噛み付く (15)。
- 山吹まゆみ ： 八重 (3, 16)

高坂飛騨守の妻。夫を尻に引いている (16)。
- エンゼル号 ： 炎次郎 ※クレジットタイトルではスタッフ欄に表記されている。

市兵衛の愛馬で漆黒の毛並。市兵衛の言葉がわかり、絶体絶命の市兵衛を救い (3)、陽炎の着衣を嗅がされ、瀕死の重傷を負っている陽炎を見つけ出し、市兵衛を連れて行く (16)。
寺小屋の生徒 ※アカデミー児童劇団所属。複数話出演のみ。
- 岡本健 ： 秀太 (1, 6, 8)
- 河崎直人 ： 万吉 (1, 6 - 10, 12, 14, 18[3])
- 細井伸悟 ： 大助 (2 - 5, 20, 22)
- 仁科扶紀 ： さと (2, 4, 6, 8, 10, 12 - 16, 18 - 22[4])
- 植条左洋子 ： キク (3, 5)
- 増田将也 ： 春吉 (3, 5)
- 道井和仁 ： 太郎吉 (3, 5)
- 山田雅秀 ： 正太 (7, 9 - 10, 12, 14 - 16, 19)
- 大橋みつ子 ： お千代 (7, 9)
- 岡本康 ： 玉吉 (11, 15)

市井の人々
- 小柳圭子 ： 小菊 (3, 6, 15 - 16)

春吉の母親で遊女。
- 鈴木康弘 ： 魚屋の金蔵 (15 - 16)

塾の馴染みの魚屋。
賞金稼ぎ
※複数話出演のみ。
- 若林豪 ： 山上太郎左 (1, 10, 22)

槍の達人。拳銃も使用 (22)。元は直参二十俵三人扶持の御家人 (10)。山影一味に弟を殺され、敵討ちをしたいと市兵衛に頼むが一旦断られ、賞金稼ぎとして仕事をしたいと太郎左が考え直したため、市兵衛たちと共に仕事をする (1)。別れた許婚が手配されていた海賊の女になっており、再会 (10)。縁りは戻らず、罠に嵌められ斬る (10)。市兵衛の要請で丹生川村の百姓一揆を支援するが、百姓娘を助けるため身を挺し、飛騨郡代・室生織部の軍勢の火縄銃に蜂の巣となる (22)。
- 石橋蓮司 ： 片桐三郎次 (2, 8, 22)

鞭・ライフル・剣術の達人。市兵衛に呼び出される仲間の一人。人質となった千枝を救い、疾風の紋三一味を倒す (2)。陽炎を女としてみていない (8)。市兵衛の要請で丹生川村の百姓一揆を支援し、市兵衛・鮫島半蔵と3人で飛騨郡代・室生織部の軍勢に立ち向かい、斬殺された (22)。
- 大木実 ： 望月弥太郎[5] (3, 5, 18, 22)

ライフルの達人。市兵衛とはお互いに仕事を誘い合う間柄 (3, 5)。元は医者で、若い娘の手術に失敗し、医者を辞めた (18)。出迎えの銃撃を市兵衛にする、荒っぽい一面を持つ (18)。中野代官所の依頼で馬頭の鬼一味の退治を請け負うが、かつて患者だった居酒屋亭主から実情を聞き、退治せずに捕らえて、江戸へ連れて行こうとする (18)。市兵衛の要請で丹生川村の百姓一揆を支援するが、飛騨郡代・室生織部の軍勢に背中へ矢を打ち込まれ、百姓が「水を」と声かけたときは息絶えていた (22)。
- 大友柳太朗 ： 岩見又五郎 (6, 22)

幼い娘を連れている。市兵衛の古い仲間で剣術と銃の達人だが、酒に溺れているため、市兵衛から窘められる (6)。妻が賞金首の女になりさがり、斬った後、娘を塾に預け、出直すと旅立つ (6)。市兵衛の要請で丹生川村の百姓一揆を支援するが、見回り中に飛騨郡代・室生織部の軍勢に槍で不意に刺殺された (22)。

## 作品リスト
※ゲストはクレジットタイトルに役名表記された出演者のみ記載。複数話を同じ配役で出演した場合はキャスト節を参照。
| 話数 | サブタイトル           | 脚本                | 監督       | ゲスト |
| ---- | ---------------------- | ------------------- | ---------- | --- |
| 1    | 墓場なき兵士たち       | 池田一朗            | 小沢茂弘   | 山影：長谷川明男 月影：笹木俊志 水影：長谷川弘 木影：トビー門口 ：遠山金次郎 ：小田真士 ：志茂山高也 ：小峰一男 ：丹治勤 秦野監物：宮口精二                                                                                               |
| 2    | 皆殺しのバラード       | 播磨幸治            | 三隅研次   | 軍兵衛：峰岸隆之介 伊助：守田学哉 勝一：瀧義郎 木戸：平沢彰 銀次：片桐竜次 戸塚：阿波地大輔 千吉：多田和生 源七：伊藤雄之助 疾風の紋三：岡田英次                                                                                          |
| 3    | 獄門台のガンマン       | 中村努              | 小沢茂弘   | 千之助：松山照夫 源次：志賀勝 伊三郎：岩尾正隆 賞金稼ぎ：小田真士 黒笠一味：池田謙治 久蔵：花沢徳衛 |
| 4    | ハイエナの街道         | 高橋稔              | 斉藤武市   | 小日向軍十郎：守田学哉 お加代：川島育恵 蝮の池松：吉田晴一 ：岩尾正隆 ：島田秀雄 ：熊谷武 ：京町一代 お艶：緑魔子 泥亀の伊三：山城新伍 |
| 5    | 地獄のハンター         | 松山威 茶木克彰     | 小沢茂弘   | お蓮：望月真理子 飯塚頼母：小田部通麿 淀屋源左衛門：関山耕司 ：野口貴史 ：北川俊夫 ：国一太郎 ：森源太郎 ：福本清三 ：楠本健二 ：木谷邦臣 ：成瀬正孝 ：山田良樹 ：高並功 闇奉行の勘兵衛：山形勲 風の重次郎：松方弘樹                      |
| 6    | ゴーストタウンの狼     | 松山威              | 原田隆司   | 源助：北村英三 安造：剣持伴紀 お紋：松村康世 仙太：阿波地大輔 鉄次：平河正雄 伝吉：池田謙治 小雪：伊藤尚子 犬神の鬼藤太：今井健二 志乃：白木万理                                                                                          |
| 7    | サムライの挽歌         | 東條正年            | 山下耕作   | 橘真紀（奈美）、中谷一郎（謝花兵馬）、 安藤一人（道家義之）、長良俊一（道家忠之）、山本学（道家宗春） |
| 8    | 紅いデッドライン       | 松山威              | 原田隆司   | 京春上（おぶん）、寺島雄作（鬼火の弥平）、大木晤郎（稲妻小助）、高並功（佐十）、鈴木康弘（松崎）、古山喜章（吉松）、中野誠也（清次） |
| 9    | 廃屋のゴッドマザー     | 松山威              | 山下耕作   | 田口計（島田俊輔）、池田忠夫（伊八）、遠藤薫（菊姫）、 根岸一正（勘次）、中村錦司（村越兵部）、野口貴史（弥市）、 片桐竜次（源三）、阿久津元（末吉）、秋山勝俊（田崎）、 奈辺悟（仙蔵）、壬生新太郎（侍）、佐々木すみ江（お清）           |
| 10   | プロファイターの掟     | 高橋稔              | 三隅研次   | 藤本三重子（お波）、江幡高志（海坊主の伝兵衛）、佐藤京一（不知火紋次）、大前均（虎松）、汐路章（鰐鮫の清吉）、白川浩二郎（丈太郎）、 毛利清二（細井弥之介）、加茂さくら（女郎蜘蛛のお時）                                                 |
| 11   | 宿場のガンスモーク     | 志村正浩            | 黒田義之   | 弓恵子（お銀）、小田部通麿（巴屋源助）、志賀勝（ましらの万蔵）、 丘路千（歌六）、中村錦司（代官）、波多野博（吾助）、 北川俊夫（松吉）、寺内文夫（仙蔵）、藤川弘（居酒屋）、 山村弘三（佐平）、大森不二香（おゆき）、葉山良二（岩倉陣内） |
| 12   | 殺し屋ノーリターン     | 武末勝              | 原田隆司   | 五味龍太郎（黒雲の大五郎）、津山登志子（くみ）、 薗千雅子（お近）、国一太郎（本田）、井上茂（仁吉）、 矢奈木邦二朗（石切り職人）、寺田農（死神の竜）                                                                                      |
| 13   | カスバの鬼             | 高岩肇 茶木克彰     | 黒田義之   | 森崎由紀（お春）、石山律雄（清蔵）、楠本健二（猪三郎）、 西田良（伊之吉）、東竜子（お竜）、有川正治（隼の源太）、 小峰一男（隼の銀次）、藤長照夫（隼の権三）、中井啓輔（鳴神の勘蔵）                                                      |
| 14   | 追跡者のメロディー     | 東條正年            | 原田隆司   | 加賀邦男（山内主膳）、丹治勤（松山正和）、 原口剛（桜木十兵衛）、池玲子（松山志乃） |
| 15   | 三姉妹のターゲット     | 加藤泰              | 若山富三郎 | 天津敏（唐沢屋東蔵)、佐藤京一（戸張陣十郎）、 蓑和田良太（塾生の親父）、志麻明子（なつ）、 津山登志子（はな）、珠めぐみ（つぎ）、春川ますみ（ゆき）                                                                                       |
| 16   | 忍びのテクニック       | 東條正年            | 若山富三郎 | 常田富士男、田島義文（山根・外国奉行）、乃木年雄（肥前屋五兵衛）、吉田晴一（森崎）、ユセフ・オスマン（フエートン）、エリサ・杉本（その夫人）、アルモンド・ガルシア（その子供）、佐々木すみ江（よね）、小松方正 (仁平)                     |
| 17   | 血と砂のブルース       | 志村正浩            | 三隅研次   | 八木昌子（お静）、川合伸旺（大黒の虎蔵）、長谷川弘（源八）、 長島隆一（藤兵衛）、吉岡靖彦（音吉）、小池朝雄（大山多聞） |
| 18   | 国境のローンウルフ     | 津田幸夫 平井雄三   | 小沢茂弘   | 橘真紀（綾）、北原将光（阿部監物）、大木晤郎（軍蔵）、 岩尾正隆（源十郎）、藤川準（伊八）、山田光子（お辰）、 広瀬登美子（お松）、峰岸隆之介（伊丹玄馬）                                                                                  |
| 19   | 謎のスーパーガン       | 大津一郎            | 小沢茂弘   | 坂口徹（楠木英之進）、永田光男（覚玄）、成瀬正（林昌）、 笹木俊志（重俊）、林三恵（酌婦）、長谷川明男（竜玄） |
| 20   | ゴールドハンターを撃て | 大野靖子            | 田中徳三   | 奈三恭子（お蓮）、酒井哲（服部兵庫）、守田学哉（山彦の藤兵衛）、 北川俊夫（伊三吉）、片桐竜次（野火の配下 竜蔵）、 北村勝一郎（太郎松）、宮口二郎（野火の重蔵）                                                                           |
| 21   | 復讐のワイルドボーイ   | 依田智臣 南出喜与次 | 依田智臣   | 佐藤博之（浦見剣之助）、長谷川弘（根来十兵衛）、成瀬正（秋月左内）、野口貴史（風神）、宍戸大全（雷神）、宮城幸生（向島源次郎）、 丹治勤（番頭）、井上茂（流れ徒士）、伊佐山ひろ子（お艶）                                                 |
| 22   | コンバットの報酬       | 茶木克彰            | 若山富三郎 | 今井健二（鮫島半蔵）、水谷亜希（おゆき）、宮ヶ原淳一（友吉）、 寺島雄作（春海）、須賀不二男（室生織部）、梅津栄（畑中軍太夫）、 石原須磨男（庄屋）、宮前ゆかり（おたみ）、中野けい（一揆の娘）                                            |

## スタッフ
※監督・脚本は#作品リストを参照。( ) の数字は担当話数で、無しは全話担当。
- プロデューサー ： 勝田康三（NET）、杉井進、松平乘道、大西卓夫（以上、東映）
- 制作協力 ： 若山企画
- 音楽 ： 猪俣公章
- 撮影 ： 古谷伸 (1)、増田敏雄 (2)、塚越堅二 (3 - 5, 12, 14)、国定玖仁男 (6, 8, 11, 13, 15 - 16, 20)、山岸長樹 (7, 9, 18 - 19, 21 - 22)、塩見作治 (10, 17)
- 監督補佐 ： 依田智臣 (15 - 16)
- 照明 ： 井上孝二 (1 - 2, 10, 12, 14, 17)、上田輝雄 (3, 5, 20)、金子凱美 (4, 18 - 19)、北口光三郎 (6, 8, 11, 13)、増田悦章 (7, 9, 15 - 16)、伊勢晴夫 (21 - 22)
- 録音 ： 堀場一朗 (1, 3, 5, 10, 17)、橋本省治 (2, 18 - 19)、野津裕男 (4)、伊藤宏一 (6, 8, 11, 13, 15 - 16, 20)、中山茂二 (7, 9, 12, 14)、面屋竜憲 (21 - 22)
- 美術 ： 鈴木孝俊
- 編集 ： 矢島稔之 (1 - 20)、西村政治 (21 - 22)
- 助監督 ： 依田智臣 (1)、河村満和 (2, 4, 10, 12, 14, 17, 20)、萩原将司 (3, 5 - 6, 8)、平野勝司 (7, 9, 11, 13, 18 - 19)、厨子稔雄 (15 - 16)、矢田清巳 (21 - 22)
- 記録 ： 辻敬子 (1 - 2, 7, 9 - 10, 12, 14, 17 - 19)、森村幸子 (3, 5)、梅津泰子 (4, 6, 8)、黒川京子 (11, 13, 15 - 16, 21 - 22)、田中美佐江 (20)
- 衣裳 ： 高安彦司 (1, 3, 5 - 6, 8, 18 - 19)、松田孝 (2)、森護 (4, 7, 9)、佐々木常久 (10 - 11, 13, 17)、岩逧保 (12, 14 - 16) 、松本俊和 (20)、植田光三 (21 - 22)
- 美粧・結髪 ： 東和美粧
- 装置 ： 三浦公久 (1, 3 - 5, 10, 12, 14, 17 - 19)、前川宗太郎 (2, 6 - 9, 11, 13, 15 - 16, 20)、国松 (21 - 22)
- 装飾 ： 白石義明 (1, 3, 5, 18 - 20)、野路昇 (2)、松原邦四郎 (4)、渡辺源三 (6, 8, 11, 13, 15 - 16)、布部栄一 (7, 9)、西田忠男 (10, 12, 14, 17)、関西美工 (21 - 22)
- 和楽監修 ： 中本敏生 (1 - 6, 8, 10 - 22)
- 舞踊振付 ： 花柳錦之輔 (10, 17)
- 演技事務 ： 饗庭益雄 (1 - 19)、伊駒実麿 (20)、本多和雄 (21 - 22)
- 擬斗 ： 上野隆三 (1 - 9)、土井淳之祐 (10 - 22) 〈以上、東映剣会〉
- 特技 ： 宍戸大全
- 進行主任 ： 俵坂孝弘 (1, 3, 5)、野口忠志 (2, 4, 18 - 19)、伊藤彰将 (6 - 9)、大岸誠 (10, 17)、上田正直 (11, 13)、真沢洋士 (12, 14)、長岡功 (15 - 16, 20)、杉浦満洲男 (21 - 22)
- 現像 ： 東洋現像所
- ナレーター ： 酒井哲
- 制作 ： NET・東映

## 主題歌
- 主題歌「流れ者」「ひとつの命」（クレジットどおり。ED曲は「流れ者」。）

作詞・千家和也、作曲・猪俣公章、編曲・小杉仁三、唄・若山富三郎、キャニオンレコード

## ネット局
※は遅れネット。
- NETテレビ
- 北海道テレビ
- 青森放送 ※
- IBC岩手放送 ※
- 宮城テレビ放送 ※ 同週金曜21:00〜。最終回のみ東日本放送。
- 秋田放送 ※
- 山形放送 ※
- 福島中央テレビ ※ 再放送は福島放送。
- 新潟総合テレビ ※
- 北日本放送 ※
- 北陸放送 ※
- 福井放送 ※
- 山梨放送 ※
- 長野放送 ※ 翌日曜22:30〜。
- 静岡放送 ※ 再放送は静岡けんみんテレビ。
- 名古屋テレビ放送
- 朝日放送 再放送はサンテレビ。
- 日本海テレビ ※
- 岡山放送
- 広島ホームテレビ
- 山口放送 ※
- 四国放送 ※
- 瀬戸内海放送
- 南海放送 ※
- 高知放送 ※
- 九州朝日放送
- 長崎放送 ※
- テレビ熊本 ※
- テレビ大分 ※
- 宮崎放送 ※
- 南日本放送 ※
- 琉球放送 ※

## ネット配信
- 2022年3月1日から、YouTube「東映時代劇YouTube」で第1・2話が常時無料配信されている。

## 再放送
2025年現在、放送後50年経過。日本にテレビ局は多数あり。これらの為、全ての再放送を掲載するのは不可能と思われるので、ここには書かないものとします。

## 前後番組
| NET テレビ朝日日曜夜8時枠時代劇 | NET テレビ朝日日曜夜8時枠時代劇 | NET テレビ朝日日曜夜8時枠時代劇 |
| 前番組                          | 番組名                          | 次番組                          |
| ------------------------------- | ------------------------------- | ------------------------------- |
| ご存知金さん捕物帳              | 賞金稼ぎ                        | マチャアキの森の石松            |
| 朝日放送 日曜夜8時枠            |                                 |                                 |
| 日本沈没 （テレビドラマ版）     | 賞金稼ぎ                        | マチャアキの森の石松            |